# Horrocks (månkrater)
För andra betydelser, se Horrocks.
Horrocks är en nedslagskrater på månen. Horrocks har fått sitt namn efter den brittiske astronomen Jeremiah Horrocks.

## Satellitkratrar
| Horrocks | Latitud | Longitud | Diameter |
| -------- | ------- | -------- | -------- |
| M        | 4.0° S  | 7.6° Ö   | 5 km     |
| U        | 3.2° S  | 4.8° Ö   | 4 km     |